# 둥스향 (윈린현)

둥스 향의 위치

둥스향(한국어: 동세향, 중국어: 東勢鄉, 병음: Dōngshì Xiāng)은 중화민국 윈린 현의 향이다. 넓이는 48.3562km2이고, 인구는 2015년 8월 기준으로 15,507명이다.

## 역사
둥스 향의 주민의 대부분은 복건성으로부터의 이민자의 후예이다. 건륭 중기에 황동과 그 가족들은 복건성 진강현에서 이곳으로 이주했고 그 후에도 이주가 계속되어 얼마 지나지 않아 일대에 취락이 형성되었다고 전해진다. 이 취락이 해구부락의 동면에 위치한 데에서 동세조(東勢厝)라고 명명되었다고 한다.
광서 11년에는 해풍보 맥료총야국이 이곳에 설치되어 창화현의 관할하에 놓여져 있었다. 일본에 의한 통치가 시작되면서 다이추 현 홋코 변사서의 관할이 되었고 1900년에 도로쿠 청 홋코 지청, 1908년 10월 25일에는 도로쿠 청이 가기 청으로 고쳐졌고 1915년 2월 27일에는 가코코 지청이 도코 지청으로, 1920년 7월 27일에는 다이난 주 고비 군 가이코 장으로 어지러운 제도 개편에 따라 명칭이 변경되었다.
1945년에 타이완이 종전을 맞이하면서 타이난 현 후웨이 구 하이커우 향으로 개칭되었고 1946년 9월 22일에 하이커우 향에서 둥스춰 지구가 분할되어 둥스 향이 탄생했으며 나아가 1950년 10월 25일에 윈린 현 관할이 되어 현재에 이르고 있다.